# Lucius Pinarius Mamercinus
Pour les articles homonymes, voir Pinarius Mamercinus.
Lucius Pinarius Mamercinus est un homme politique de la République romaine, tribun consulaire en 432 av. J.-C.

## Famille
Il est membre des Pinarii Mamercini, branche de la gens Pinaria. Tite-Live donne le cognomen sous la forme Mamercus,.

## Biographie

### Tribunat consulaire (432)
Lucius Pinarius Mamercinus est élu tribun militaire à pouvoir consulaire en 432 av. J.-C. avec deux autres collègues : Lucius Furius Medullinus et Spurius Postumius Albus Regillensis. Selon Tite-Live, les trois tribuns sont une nouvelle fois tous patriciens.
L'épidémie de peste semble faire moins de victimes et l'importation de blé décidée l'année passée écarte tout risque de famine. Néanmoins, les tensions sociales demeurent très vives et les plébéiens regrettent qu'aucun des leurs n'ait pu encore être élu au tribunat consulaire alors même que l'institution de cette nouvelle magistrature devait répondre à ce besoin. Afin de limiter les différences entre candidats plébéiens et patriciens, les tribuns consulaires font voter une loi, la Lex Pinaria Furia Postumia, qui contraint tous les candidats à porter une toge blanche, sans marque distinctive liée à leur rang social. On organise des élections consulaires pour l'année suivante à la suite d'un sénatus-consulte.